# Fianarantsoa

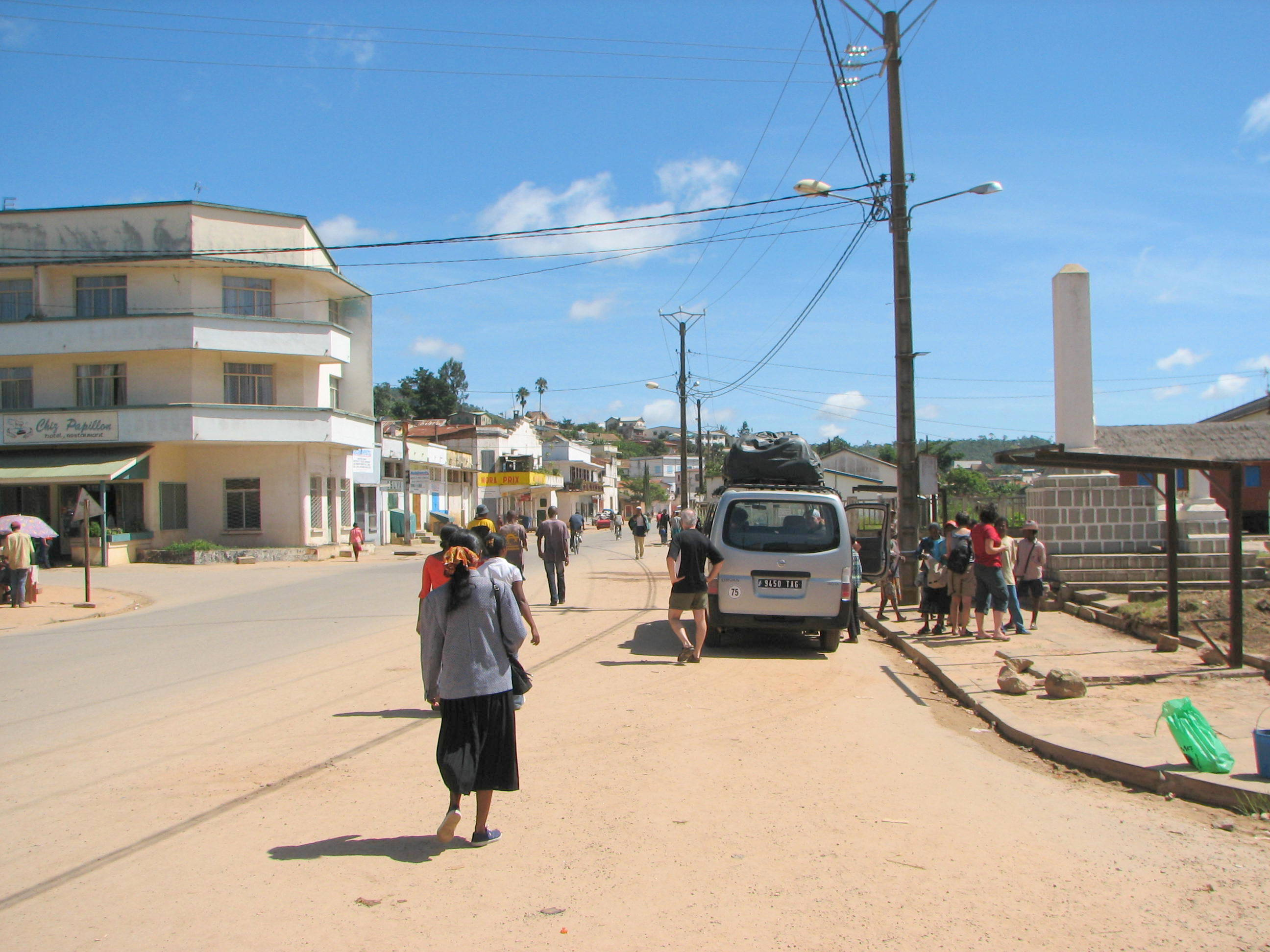
Calle de Fianarantsoa

Fianarantsoa es la capital de la región de Haute Matsiatra, en Madagascar. La ciudad fue construida en el siglo XIX como la capital administrativa de los recién conquistados reinos de Betsileo.
La ciudad se encuentra a una altitud promedio de 1200 m y tiene una población de 144.225 habitantes (censo de 2001).
Fianarantsoa significa "buena educación" en malgache. Es el centro cultural e intelectual de toda la isla. Es la sede de algunas de las más antiguas catedrales protestantes y luteranas de la isla, del seminario teológico más antiguo (también luterano), así como de la Archidiócesis católica de Fianarantsoa. La ciudad de la "buena educación", también cuenta con una universidad que lleva su nombre fundada en 1972. Fianarantsoa se considera que es la capital del vino de Madagascar, debido a la presencia de muchas industrias del vino en la ciudad.
Fianarantsoa ha sido conocida por su activismo político y fue uno de los "puntos calientes" durante la crisis política de 2002. Los estudiantes de la Universidad de Fianarantsoa tienen fama de simpatizar con los grupos radicales de izquierda.
En esta ciudad se fundó el periódico L'Écho du Sud.